# Chimaerodipus
Chimaerodipus auritus (Shenbrot, Bannikova, Giraudoux, Quéré, Raoul & Lebedev, 2017) è un roditore della famiglia dei Dipodidi, unica specie del genere Chimaerodipus (Shenbrot, Bannikova, Giraudoux, Quéré, Raoul & Lebedev, 2017), endemico della Cina.

## Descrizione

### Dimensioni
Roditore di piccole dimensioni, con la lunghezza della testa e del corpo tra 98 e 118 mm, la lunghezza della coda tra 137 e 184 mm, la lunghezza del piede tra 48 e 53 mm, la lunghezza delle orecchie tra 28 e 32 mm e un peso fino a 68 g.

### Caratteristiche craniche e dentarie
Il cranio é stretto, con le arcate zigomatiche piegate verso il basso, una bolla timpanica lievemente rigonfia e un lungo palato rigido. Gli incisivi superiori sono spessi e presentano un solco longitudinale ben sviluppato.
Sono caratterizzati dalla seguente formula dentaria:

### Aspetto
Le parti dorsali sono bruno-giallastre scure con una marcatura scura lungo la spina dorsale, mentre le parti ventrali, i fianchi e le zampe sono bianchi. Il muso è relativamente allungato con un naso scarsamente sviluppato. Le orecchie sono lunghe e quando estese in avanti arrivano alla punta del naso. I piedi hanno tre dita, quello centrale è più lungo dei due laterali. Gli artigli sono dritti ed acuti. La coda è più lunga della testa e del corpo, ha una striatura scura dorsale e termina con un ciuffo di peli nero-brunastro con la punta bianca.

## Biologia

### Comportamento
È una specie terricola con andatura saltatoria.

### Alimentazione
Si nutre di semi.

### Riproduzione
Tutte le femmine catturate a settembre non erano gravide.

## Distribuzione e habitat
Questa specie è conosciuta in alcune località della provincia cinese del Ningxia.
Vive in zone erbose a circa 2.000 metri di altitudine.

## Conservazione
Questa specie, essendo stata scoperta solo recentemente, non è stata sottoposta ancora a nessun criterio di conservazione.